# Józef Dajczgewand
Józef Dajczgewand (ur. 4 września 1944 w Leninabadzie) – polski działacz opozycji demokratycznej w czasach PRL, jeden z liderów protestów studenckich w marcu 1968. Aktywista środowiska tzw. komandosów.

## Życiorys
Urodził się 4 września 1944 w Leninabadzie, ob. Chodżent. Do Polski przyjechał z rodzicami w 1946. Ukończył Liceum im. Icchaka Pereca w Łodzi. W 1962 podjął studia na Wydziale Matematyczno-Fizycznym Uniwersytetu Warszawskiego, w 1963 przeniósł się na Wydział Filozoficzny tej uczelni. W latach 60. aktywny w niezależnych działaniach studenckich, m.in. był członkiem nieoficjalnej grupy Nowe formy, w której dyskutowano na tematy społeczne (innym członkiem tej grupy był Waldemar Kuczyński). W 1966 został usunięty ze Związku Młodzieży Socjalistycznej za udział w akcji obchodów 10-lecia wydarzeń Października 1956. W grudniu 1967 pozbawiono go represyjnie miejsca w domu studenckim, a w styczniu 1968 wstrzymano stypendium.
30 stycznia 1968 uczestniczył w proteście studenckim przeciwko zawieszeniu spektaklu Dziady Adama Mickiewicza w reżyserii Kazimierza Dejmka; został zatrzymany i ukarany grzywną w kwocie 2000 zł, wszczęto przeciwko niemu postępowanie dyscyplinarne na Uniwersytecie. W lutym 1968 był jednym z inicjatorów petycji do Sejmu PRL w sprawie Dziadów. Uczestniczył w protestach studenckich w marcu 1968, m.in. w wiecu na Uniwersytecie Warszawskim 8 marca 1968. Został aresztowany 12 marca 1968, a 9 listopada 1968 skazany na karę 2,5 roku pozbawienia wolności (w procesie razem ze Sławomirem Kretkowskim). Jego nazwisko było wykorzystywane w antysemickiej propagandzie władz PRL w 1968. W lipcu 1969 został amnestionowany, w 1970 wyemigrował do Szwecji.
Należał do Komitetu Polskiego w Sztokholmie. Wspierał działania Komitetu Obrony Robotników, Komitetu Samoobrony Społecznej KOR i Studenckich Komitetów Solidarności, a w latach 80. NSZZ „Solidarność”.
W 2008 został odznaczony Krzyżem Komandorskim Orderu Odrodzenia Polski (M.P. nr 71 poz. 646 z 2008). W 2010 wszedł w skład warszawskiego społecznego komitetu poparcia Jarosława Kaczyńskiego przed przyśpieszonymi wyborami prezydenckimi.